# Dawid Pinski
David Pinski, jid. דוד פּינסקי (ur. 5 kwietnia 1872 w Mohylewie, zm. 11 sierpnia 1959) – żydowski pisarz i dramaturg tworzący w języku jidysz.
W czasie, gdy Europa Wschodnia dopiero zaczynała przeżywać rewolucję przemysłową, Piński jako pierwszy wprowadził na jej scenę dramat o miejskich robotnikach żydowskich; dramaturg idei, zasłynął także tym, że pisał o ludzkiej seksualności z nieznaną dotąd w literaturze jidysz szczerością. Wśród wczesnych dramaturgów jidysz wyróżniał się także silniejszymi powiązaniami z tradycjami literackimi języka niemieckiego niż rosyjskim.

## Wczesne lata
Urodził się w Mohylewie w Imperium Rosyjskim(dzisiejsza Białoruś), wychował się w pobliskim Witebsku. Początkowo przeznaczono mu karierę rabina, w wieku 10 lat osiągnął zaawansowany poziom studiów talmudycznych. W wieku 19 lat opuścił dom, początkowo zamierzając studiować medycynę w Wiedniu, w Austrii, ale wizyta u Icchoka Lejba Pereca w Warszawie (ówcześnie również w granicach Rosji) przekonała go do kontynuowania kariery literackiej. Na krótko rozpoczął studia w Wiedniu(gdzie napisał też swoje pierwsze znaczące opowiadanie „Der Groisser Menszenfrejnt” – „Wielki Filantrop”), ale wkrótce wrócił do Warszawy, gdzie przed przeprowadzką do Berlina w 1896 i do Nowego Jorku w 1899 zyskał sobie silną reputację jako pisarz i orędownik syjonizmu robotniczego.
Doktoryzował się na Uniwersytecie Columbia; jednak w 1904 roku, po ukończeniu sztuki Family Cwi w dniu wyznaczonym na jego egzamin doktorancki, nie stawił się na egzamin i nigdy nie ukończył studiów.

## Prace

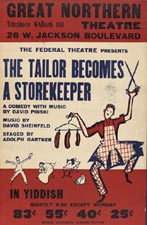
Plakat: Teatr Federalny przedstawia „Krawiec staje się sklepikarzem” Pinskiego (Chicago, lata 30. XX wieku).

Jego naturalistyczna tragedia „Izaak Szeftel”(1899) opowiada o technicznie kreatywnym tkaczu, którego pracodawca gardzi nim, ale wykorzystuje jego wynalazki. W końcu rozbija stworzone przez siebie maszyny i popada w pijacką autodestrukcję. Jak wielu głównych bohaterów z twórczości Pinskiego jest on kimś innym niż tradycyjnym bohaterem czy nawet tradycyjnym bohaterem tragicznym.
Jego czarna komedia „Der Ojtser”(„Skarb”), napisana w jidysz w latach 1902–1906, ale po raz pierwszy wystawiona po niemiecku przez Maxa Reinhardta w Berlinie w 1910 roku, opowiada o sekwencji wydarzeń, w których mieszkańcy miasta odkopują i bezczeszczą własny cmentarz ponieważ uwierzyli, że gdzieś w nim jest zakopany skarb. Bogaci i biedni, świeccy i religijni, wszyscy uczestniczą w tym szaleństwie; nadprzyrodzony punkt kulminacyjny obejmuje dusze zmarłych, zirytowane zakłóceniem.
„Family Cwi”(1904), napisana po pogromie w Kiszyniowie, jest wezwaniem do Żydów, by nie akceptowali biernie przemocy wobec nich. W tej tragedii różni Żydzi – religijny fanatyk, socjalista z Bundu, syjonista i rozczarowany asymilator – w różny sposób i za różnymi ideologiami, ale wszyscy się opierają. Spektakl nie mógł być oficjalnie opublikowany w sposób jawny, wystawiany w Carskiej Rosji, ale ukradkiem tam krążył, a nawet dostawał tajne produkcje amatorskie.
„Jenkel der Szmid”(Jankel Kowal, 1906) ustanowił nowy poziom szczerości w teatrze języka jidysz w radzeniu sobie z namiętnościami seksualnymi. Chociaż teatr jidysz był bardziej otwarty na takie tematy niż teatr anglojęzyczny z tej samej epoki, wszedł w większości za pośrednictwem dzieł tłumaczonych z różnych języków europejskich. Główna para spektaklu musi zrównoważyć wzajemną pasję z małżeństwami z innymi ludźmi. Ostatecznie oboje powracają do małżeństw, co Sol Liptzin opisuje jako „akceptację życia rodzinnego, która ani nie neguje radości ciała, ani nie unika odpowiedzialności moralnej” [Liptzin, 1972, 86]. Film oparty na sztuce powstał w 1938 roku, nakręcony w katolickim klasztorze w New Jersey; zagrali w nim Mojsze Ojszer i Florence Weiss, był premierą filmową Herszela Bernardiego(grającego Jankela jako chłopiec) i jest również znany jako „Śpiewający kowal”. Został również zaadaptowany przez Caraida O’Briena jako anglojęzyczna sztuka „Jake the Mechanic”.
Kontynuował zgłębianie podobnych tematów w serii sztuk, „Gabri un di Frojen”(„Gabri i kobiety”, 1908), „Maria Magdalena” (1910) i „Profesor Brenner” (1911), z których ostatnia dotyczy starszego mężczyzny zakochanego w młodej kobiecie, ponownie łamiąca żydowską tradycję teatralną, ponieważ takie związki zawsze były uważane za dopuszczalne w aranżowanych małżeństwach z powodów finansowych lub podobnych, ale społecznie tabu jako kwestia emocjonalnej fascynacji. „Profesor Brenner” został przetłumaczony na język angielski przez Ellen Perecman i został zaprezentowany przez New Worlds Theatre Project w listopadzie 2015 roku w produkcji wyreżyserowanej przez Paula Takacsa w HERE Arts Center z Davidem Greenspanem w roli głównej. Skrypt dostępny w języku angielskim na stronie www.newworldsproject.org w grudniu 2015 r.
W tym samym okresie jednoaktowa tragedia mesjańska „Der Ejbiker Jid” („Wieczny Żyd”, 1906) rozgrywa się w momencie zburzenia Drugiej Świątyni. Mesjasz rodzi się tego samego dnia co zburzenie Świątyni, ale zostaje porwany przez burzę; prorok musi wędrować po Ziemi, szukając go. W Moskwie, w 1918 roku, miała to być pierwsza sztuka wystawiona przez Teatr Habima, obecnie narodowy teatr Izraela. W 1919 w „Der Sztumer Mesziech” („Niemy Mesjasz”) powrócił do podobnego tematu mesjanistycznych wątków w kolejnych sztukach o Simonie Bar-Kochbie, Salomonie Molcho i Sabataju Cwi.
Jego twórczość przybrała nowy obrót dzięki wysoce alegorycznemu „Di Bergsztajger”(„Wspinacze górscy”, 1912); w którym „góra”, o której mowa, to samo życie.
W okresie międzywojennym napisał liczne sztuki, głównie na tematy biblijne, ale nadal angażował się w wiele swoich wcześniejszych tematów. Na przykład „King David and His Wives” (1923?) patrzy na biblijnego Dawida w różnych momentach jego życia: dumny, naiwnie idealistyczny, pobożny młodzieniec; pewny siebie wojownik; nieco zblazowany monarcha; i wreszcie stary człowiek, który widząc swoją młodzieńczą chwałę odzwierciedloną w pięknej Abiszag, postanawia nie żenić się z nią, aby móc nadal widzieć to wyidealizowane odbicie. W tym okresie Pinski podjął się także dużego i fantazyjnego projektu fabularnego: napisania fikcyjnego portretu każdej z tysięcy żon króla Salomona; w latach 1921–1936 zrealizował 105 takich opowiadań.
W tym okresie podjął się również głównych powieści „Arnold Levenberg: Der Tserisener Mencz”(„Arnold Levenberg: Rozszczepiona osobowość”, rozpoczęty 1919) i „Dom Noego Edona”, który został opublikowany w tłumaczeniu na angielski w 1929; oryginał w jidysz ukazał się w 1938 r. nakładem oficyny Wydawnictwa Ch. Brzoza w Warszawie. Pierwsza z nich skupia się na arystokratycznym niemieckim Żydzie z Uptown, który jest przedstawiany jako wyrafinowany i dekadencki, krzyżujący ścieżki z ważnymi wydarzeniami i nurtami swoich czasów, ale nigdy nie uczestniczący w nich w pełni. Ta ostatnia to wielopokoleniowa saga o litewskiej rodzinie emigrantów żydowskich, interpretacja asymilacji wzorowana na „Czterech pokoleniach-czterech testamentach” Pereca.

## Emigracja
W 1949 roku wyemigrował do świeżo powstałego państwa Izrael, gdzie napisał sztukę o Samsonie oraz sztukę o królu Saulu. Był to jednak okres, w którym teatr jidysz prawie nigdzie nie istniał (nawet mniej niż dzisiaj), dlatego sztuki te nie były wystawiane.